# Ночи
Но̀чи (на италиански: Noci, на местен диалект Nusce, Нуше) е град и община в Южна Италия, провинция Бари, регион Пулия. Разположен е на 420 m надморска височина. Населението на общината е 19 477 души (към 2010 г.).